# 29-та окрема залізнична бригада (РФ)
29-та окрема залізнична Варшавська орденів Кутузова та Червоної Зірки бригада — формування Залізничних військ Збройних сил Росії. Бригада дислокується з 2012 року у селищі Красний Бор Смоленської області.
Умовне найменування — Військова частина № 33149 (в/ч 33149). Скорочене найменування — 29 озбр. З'єднання входить до складу 3ахідного військового округу.
Формування з'єднання розпочато 24 лютого 1941 року.

## Історія
29-та окрема залізнична бригада сформована 24 лютого 1941 у Закавказькому військовому окрузі й спочатку дислокувалася у Тбілісі.
У 1980-і роки 29-та залізнична бригада дислокувалася у Вільнюсі й входила до складу 2-го залізничного корпусу. До складу бригади входили військові частини розташовані у містах Черняховськ-102 шляховий залізничний батальйон (в/ч 61332), Гусєв, Советськ, Лентварис, Панеряй.
У вересні 2012 року бригада передислокована до Красного Бору під Смоленськом.
6 жовтня 2017 року військовослужбовці бригади встановили у Брянському селі Шаровичи Рогнідинського району пам'ятник Віктору Петровичу Мірошниченко, єдиному Герою СРСР з числа воїнів-залізничників за німецько-радянської війни.

## Опис
Завданням бригади є відновлення об'єктів транспортної інфраструктури, прокладка нового полотна залізниці з установкою моста і захист споруд від діверсано-розвідувальних груп противника. Також підготовка понтонів, наведення наплавного залізничного моста, розгортання водолазних станцій, проведення будівельних робіт з використанням важкої інженерної техніки, шляхопрокладних поїздів, мобільного рамно-естокадного мосту, бульдозерів, екскаваторів й автокранів. У складі бригади є понтонно-мостові й шляхові батальйони.